# HipSoft
HipSoft — компания-разработчик казуальных видеоигр, основанная в 2002-м году в Редмонде, штат Вашингтон. Компанией создано более десятка игр, многие из которых стали популярными в игровой индустрии. Игры компании были переведены на многие языки и распространяется и продается по всему миру через веб-сайты и торговые точки. Вся продукция Hipsoft доступна для операционной системы Windows и для macOS, также игры Hipsoft разрабатываются компаниями-партнерами для Nintendo DS, мобильных телефонов на операционной системе BlackBerry и для других платформ.

## Игры
Ниже предоставлен список игр, произведённых Hipsoft по данным на июль 2017 года.
- Build-a-lot
- Digby’s Donuts
- Five Card Deluxe
- Flip Words
- Flip Words 2
- Galactic Express
- Gem Shop
- Gift Shop
- Holiday Express
- Jig Words
- Lucky Streak Poker
- MicroMan’s Crazy Computers
- Ocean Express
- Puzzle Express
- Shop it Up!
- Sportball Challenge
- Trivia Machine
- Trivia Machine Reloaded

## Награды
Победы
- Конкурс разработчиков RealArcade (Digby’s Donuts);
- RealArcade: Игра года, связанная со словами (Flip Words)[1];
- Big Fish Games: Экшн-аркадная игра года (Build-a-lot)[2];
- RealArcade: Стратегическая игра года (Build-a-lot)[3];

Номинации
- Номинация в Interactive Achievement Awards, как самая скачиваемая игра 2007 года (Build-a-lot).